# Auch Mimosen wollen blühen
Pour plus de détails, voir Fiche technique et Distribution.
Auch Mimosen wollen blühen (en français Même les sensitives fleurissent) est un film allemand réalisé par Helmut Meewes sorti en 1975.

## Synopsis
Pendant la guerre froide, en Occident. Josef Popov et Ivan Federenko sont deux espions soviétiques vieillissants qui souhaitent progressivement prendre leur retraite. Afin de sécuriser leur vieillesse, ils préparent le très grand coup peu avant leur retraite : ils veulent acquérir un microfilm qu'ils veulent revendre à profit. Mais ils ne sont pas seuls à la poursuite cet important matériel de renseignement.
Emily Hopkins, qui est une haute représentante de l'Armée du Salut en mission pour le Seigneur, se retrouve en possession du film et envisage de le donner au plus offrant comme les services secrets chinois, très intéressés. Cela conduit à toutes sortes d'enchevêtrements dans lesquels s'engouffrent les messieurs âgés, d'autant plus que les Britanniques et les Américains ainsi que deux séduisantes jeunes femmes, Ludmila et Miss Ly, l'ont tour à tour.

## Fiche technique
- Titre : Auch Mimosen wollen blühen
- Réalisation : Helmut Meewes
- Scénario : Helmut Meewes
- Musique : Chappell-Verlag
- Direction artistique : Peter Rothe, Robert Fabiankovich (de)
- Costumes : Waltraud Freitag
- Photographie : Werner Kurz (de)
- Production : Franz Antel
- Société de production : Cinema 77 Beteiligungs-GmbH
- Société de distribution : Constantin Film
- Pays de production :  Allemagne de l'Ouest
- Langue : allemand
- Format : Couleur - 1,75:1 - Mono - 35 mm
- Genre : Comédie et espionnage
- Durée : 84 minutes
- Dates de sortie :
  - Allemagne de l'Ouest : 6 février 1976.

## Distribution
- Curd Jürgens : Josef Popov
- Eric Pohlmann : Ivan Federenko
- Horst Frank : Colonel Rudschenko
- Susi Nicoletti : Emily Hopkins
- Heinz Reincke : Le sans-abri
- Barbara Nielsen : Ludmilla
- Chiquita Gordon : Miss Ly
- Ljuba Welitsch : Lady Shots
- Harry Hardt : Sir Shots
- Erich Padalewski : Mr. Gate

## Histoire
Auch Mimosen wollen blühen est une production cinématographique d'amortissement typique des années 1975 à 1978 soutenue par la législation de l'État. Ce type de film, majoritairement produit par les sociétés Cinéma 77 et Geria, spécialisées dans ce type de financement, est financé par des investissements réalisés par des personnes à la recherche d'une optimisation fiscale. La majorité de ces films, comme Der Geheimnisträger (de), Frauenstation, Lady Dracula ou Das chinesische Wunder, sont donc d'une part d'une production coûteuse (bien que rarement de haute qualité) et font l'objet d'une promotion démesurée, mais d'autre part s'avèrent régulièrement être un véritable flop au box-office. En raison de la qualité parfois très médiocre de ces films malgré des acteurs connus et des réalisateurs expérimentés, il y a régulièrement de grosses difficultés pour trouver un distributeur pour ces productions. Alors que Der Geheimnisträger et Auch Mimosen wollen blühen, qui est tourné en novembre 1975 à Parme et à Vienne, sortent dans les salles assez rapidement après la fin du tournage, les dates de première d'autres productions d'amortissement sont parfois considérablement retardées. Le Das chinesische Wunder et Frauenstation, tous deux tournés à l'automne 1975, sortent en 1977, et Lady Dracula (également réalisé à l'automne 1975) est présenté en 1978. Le producteur Hans Pflüger est particulièrement actif dans la production de films d'amortissement.